# Bracon brevicalcaratus
Bracon brevicalcaratus är en stekelart som beskrevs av Vladimir Ivanovich Tobias 1957. Bracon brevicalcaratus ingår i släktet Bracon och familjen bracksteklar. Inga underarter finns listade.